# El dux Leonardo Loredan
El dux Leonardo Loredan, es uno de los cuadros destacados del pintor Italiano Giovanni Bellini que se conservan en la National Gallery de Londres, Reino Unido, donde se exhibe con el título de  The Doge Leonardo Loredan. Está realizado al óleo y temple sobre tabla de álamo. Mide 62 cm de alto y 45 cm de ancho. Fue pintado entre 1501 y 1504.
La National Gallery lo adquirió en 1844.
La obra está firmada en la parte inferior mediante un pequeño cartel o cartellino: “IOANNES BELLINVS”, en latín.
Es un retrato, género que en Venecia se desarrolló más tarde que en la pintura toscana o flamenca; esta obra de Bellini "es el momento culminante de la evolución del retrato veneciano en el umbral del Alto Renacimiento". El retratado es el Dux de Venecia Leonardo Loredan (1436-1521), que desempeñó el cargo de 1501 al 1521, año de su muerte. 
Se trata de un retrato oficial, por lo que usa el traje de ceremonia propio del cargo: el sombrero y los botones ornamentados. El pintor retrata con detalle la tela, que es seda tejida con hilo de oro; además, es un busto, al modo de las estatuas romanas. 
Hay un gran equilibrio entre el detalle de joyas y tela y la representación fisonómica. La cara es realista y expresiva, de una gran serenidad. Está un poco girada, efecto que consigue mediante las cintas que cuelgan de su tocado.
Esa expresión de una observación distanciada, junto a la ausencia de un fondo concreto en el que ambientarse, hace que el cuadro recuerda a un icono.